# Липовены
Липовены (рум. Lipoveni, Липовень) — село в Чимишлийском районе Молдавии. Является административным центром коммуны Липовены, включающей также сёла Мунтены и Скиношика.

## География
Село расположено на высоте 194 метров над уровнем моря.

## Население
По данным переписи населения 2004 года, в селе Липовень проживает 1440 человек (734 мужчины, 706 женщин).
Этнический состав села:
| Национальность | Число жителей | Процентный состав |
| -------------- | ------------- | ----------------- |
| молдаване      | 1422          | 98.75             |
| украинцы       | 7             | 0.49              |
| румыны         | 5             | 0.35              |
| поляки         | 2             | 0.14              |
| русские        | 1             | 0.07              |
| евреи          | 1             | 0.07              |
| болгары        | 1             | 0.07              |
| прочие         | 1             | 0.07              |
| Всего          | 1440          | 100%              |